# Gwiazdozbiór Żagla
Żagiel (łac. Vela, dop. Velorum, skrót Vel) – 32. co do wielkości gwiazdozbiór nieba południowego, jedna z trzech głównych części dawnej wielkiej konstelacji Okrętu Argo, na które podzielił ją w 1763 roku francuski astronom, kartograf i duchowny Nicolas-Louis de Lacaille. W praktyce nie jest możliwy do obserwacji w Polsce, ponieważ jego północne krańce (pozbawione jasnych gwiazd) wznoszą się ponad horyzont o niecałe pięć stopni. Wysunięte najbardziej na północ gwiazdy można spróbować „upolować” na południu Europy. Liczba gwiazd widocznych nieuzbrojonym okiem: około 110.

## Mity i legendy
Wiele układów gwiazd nie przetrwało próby czasu. Jednym z dawnych gwiazdozbiorów, który zniknął z atlasów nieba, jest gwiazdobiór Argo. Został on podzielony na kilka mniejszych konstelacji z powodów praktycznych – zajmował zbyt wielki obszar na niebie.
Wyobraża ożaglowanie mitycznego okrętu Argo, na którym Argonauci pod dowództwem Jazona odbyli podróż do Kolchidy. Ich celem było złote runo – skóra skrzydlatego złotego barana. Sam statek dla Jazona zbudował Argos (stąd nazwa), z pomocą Ateny. Wyprawa zakończyła się sukcesem, a statek został wyciągnięty przez Jazona na ląd Przesmyku Korynckiego. Tam też poświęcił on Posejdonowi okręt jako wotum. Tradycyjnie uważa się, że po śmierci Jazona bóg mórz umieścił Okręt Argonautów na niebie na pamiątkę jego licznych przygód. Był to największy gwiazdozbiór na niebie od czasów Ptolemeusza. Ironią w jakimś stopniu jest to, że mitologia nie wspomina, by statek był wyposażony w żagle. Przedstawiano go jako galerę, której wiosła obsługiwało 50 Argonautów. Pomimo tego praktycznie wszystkie atlasy gwiazd od XVI do XIX wieku pokazywały Argo jako statek żaglowy z wiosłami.

## Gwiazdy Żagla
Gwiazdozbiór Argo był bardzo rozległy, tak że astronomom zabrakło liter greckiego Alfabetu do oznaczenia jego gwiazd i musieli wykorzystać Alfabet łaciński. Wiele gwiazd znajdujących się w konstelacji jest oznaczonych literami pochodzącymi z Alfabetu łacińskiego. Kiedy gwiazdozbiór Argo został podzielony, przypisany przez Johanna Bayera porządek gwiazd nie został zmieniony bez względu na to, do którego z gwiazdozbiorów trafiła dana gwiazda. Z tego powodu konstelacja nie ma gwiazdy Alfa ani gwiazdy Beta. Najjaśniejszą jest Gamma. Gwiazdy Żagla są dość jasne, ale nie przypominają żagli, poza – ale i to nie za bardzo – żaglem rejowym. Dwie najlepiej znane gwiazdy to Kappa i Delta, tworzące z Epsilonem i Jotą Kila północną połówkę wyraźnego asteryzmu „Fałszywego Krzyża”, mylącego dawnych żeglarzy mórz południowych.
- Najjaśniejsza gwiazda konstelacji Gamma Velorum (γ Vel) o starej arabskiej nazwie Suhail al Muhlif, nazywana również Regor, to 33. pod względem jasności gwiazda na niebie. Jest to skomplikowany układ wielokrotny składający się z pięciu lub sześciu składników. Trzy z nich są widoczne przez mały teleskop. Najjaśniejszą ze składowych jest egzotyczna gwiazda Wolfa-Rayeta. Znanych jest jedynie kilkaset gwiazd tego rodzaju, a Gamma Velorum jest najbliżej Ziemi, w odległości 840 lat świetlnych[4][1].
- Alsephina (Delta Vel) – wielkość gwiazdowa 1,9m; niebieskobiała gwiazda ciągu głównego. Ma towarzysza piątej wielkości, do zobaczenia w teleskopie o aperturze 100 mm. Jaśniejsza gwiazda to układ podwójny zaćmieniowy, którego wielkość gwiazdowa zmienia się co 45 dni na kilka godzin do 2,3m. Położona jest w odległości 80 lat świetlnych[5].
- Markeb (Kappa Vel) to niebieskobiała gwiazda znajdująca się w odległości 539 lat świetlnych[5].
- Suhail (Lambda Vel) – pomarańczowy nadolbrzym o jasności obserwowanej zmieniającej się w nieregularnych odstępach czasu o mniej niż 0,2 magnitudo. Znajduje się w odległości około 575 lat świetlnych[5].
- H Vel to położona w odległości 376 lat świetlnych para gwiazd  piątej i ósmej jasności obserwowanej. Trudne do rozdzielenia w małych teleskopach ze względu na dużą różnicę blasku składników[5].
- Kolejne dziesięć gwiazd ma jasność w przedziale 2-4m.

## Interesujące obiekty
W konstelacji znajdują się jasne gromady otwarte. 
- Najjaśniejsza to IC 2391 (2,5m). Zawiera około 30 gwiazd i jest widoczna nieuzbrojonym okiem. Położona jest niemal obok delty Żagla. Znajduje się w odległości około 500 lat świetlnych od Słońca. Otacza niebieskobiałą gwiazdę Omikron Velorum, będącą obiektem typu Beta Cephei[5]. Pierwsza wzmianka o obserwacji gromady łączona jest z perskim astronomem Al Sufim (około roku 964)[3]. Przez lornetkę w odległości jednego stopnia można dostrzec gromadę NGC 2669[5].
- Blisko gammy znajduje się gromada otwarta NGC 2547, wspaniały rój średnio jasnych gwiazd o średnicy połowy Księżyca z wieloma gwiazdami tła widocznymi przez 15-centymetrowy teleskop[1]. Położona w odległości około 1400 lat świetlnych. Składa się z około 80 gwiazd siódmej wielkości i słabszych. Dobrze prezentuje się przez lornetkę[5].
- Na granicy Żagla i Pompy znajduje się mgławica planetarna Pierścień Południowy (Rozerwana Ósemka[6]) (NGC 3132). W 15-centymetrowym teleskopie ukazuje się jako średniej wielkości jasny niebieski dysk z ciemniejszym centrum i gwiazdą centralną. Jednak gwiazda ta nie należy do mgławicy[3]. Jej skomplikowane pętle są widoczne tylko przy użyciu dużych teleskopów lub na zdjęciach o długim czasie ekspozycji[6]. Jest odległa od Słońca o 2600 lat świetlnych[5].
- Na północnym skraju gwiazdozbioru znajduje się duża gromada kulista NGC 3201 z niewielkim zagęszczeniem centralnym. Składa się z gwiazd od trzynastej do szesnastej wielkości i jest interesującym obiektem dla 15-centymetrowego teleskopu. Została odkryta przez Jamesa Dunlopa w 1826 roku. Jest to relatywnie rzadka (w rozkładzie gwiazd) gromada kulista[3][1].
- NGC 3228 – gromada otwarta złożona z około 15. słabych gwiazd, widoczna przez lornetkę lub mały teleskop. Znajduje się w odległości około 1600 lat świetlnych[5].
- Mgławica Guma – rozległa, słaba mgławica widoczna tylko na zdjęciach z długim czasem naświetlania. Nazwa pochodzi od nazwiska australijskiego astronoma Colina S. Guma, który zwrócił na nią uwagę innych badaczy w 1952 roku[5].
- IC 2395 to widoczna przez lornetkę gromada około 40 gwiazd, położona w odległości 3100 lat świetlnych. Gwiazda o szóstej jasności obserwowanej, która wydaje się być najjaśniejszym składnikiem gromady jest prawdopodobnie obiektem położonym bliżej Ziemi. Pół stopnia w kierunku południowym można zobaczyć NGC 2670, gromadę otwartą ósmej wielkości[5].
- W Żaglu znajduje się również pozostałość po supernowej sprzed ponad 11 tysięcy lat. Jej część stanowi Mgławica Ołówek, której najjaśniejsze części można dostrzec za pomocą teleskopu o dużej światłości[3].